# 2005-ös magyar labdarúgó-szuperkupa
A 2005-ös magyar labdarúgó-szuperkupa a szuperkupa 8. kiírása volt, amely az előző szezon első osztályú bajnokságának és a magyar kupa győztesének évenkénti mérkőzése. Ebben az évben dőlt el először két mérkőzésen a kupa sorsa. Az első találkozót 2005. július 16-án, a visszavágót július 20-án rendezték meg. A döntő két résztvevője a Debreceni VSC és az FC Sopron volt.
Már az 1. mérkőzés előtt biztossá vált, hogy először lesz vidéki győztese a szuperkupának.
A trófeát, 5–4-s összesítéssel, a debreceni csapat hódította el, ezzel ők lettek a magyar szuperkupa nyolcadik kiírásának a győztesei.

## Résztvevők
A mérkőzés két résztvevője a Debreceni VSC és az FC Sopron volt. A DVSC 2005-ben megszerezte története első bajnoki címét, míg a soproniak szintén első magyar kupa sikerüket aratták, a Ferencváros elleni székesfehérvári fináléban.

## 1. mérkőzés
| 2005. július 16. 20:00 |

| FC Sopron                                                      | 4–2   | Debreceni VSC                   |
| -------------------------------------------------------------- | ----- | ------------------------------- |
| Coţan 28' 34' Lazić 67' (11-esből) Horváth A. 77' Costisor 21' | (2–0) | Kiss 72' 32' Sándor 85' Habi 6' |

| Káposztás utca, Sopron Nézőszám: 2 000 Játékvezető: Erdős József (magyar) |

| FC SOPRON:  |                        |                |
|             |                        |                |
| K           | Horváth Tamás          |                |
| V           | Bagoly Gábor           |                |
| V           | Fehér Zoltán           | 68'            |
| V           | Alexander Costisor     | 21'            |
| V           | Hanák Viktor           |                |
| KP          | Ion Ibric              |                |
| KP          | Horváth András         | 77'            |
| KP          | Bojan Lazić            | 67' (11-esből) |
| KP          | Alin Coţan             | 28' 34' 58'    |
| CS          | Csordás Csaba          |                |
| CS          | Alexandru Daniel Cigan | 70'            |
| Cserék:     |                        |                |
| KP          | Ion Dumitra            | 70'            |
| KP          | Sifter Tamás           | 58'            |
| CS          | Sira István            | 68'            |
| Edző:       |                        |                |
| Csank János |                        |                |

| DEBRECENI VSC: |                      |             |
|                |                      |             |
| K              | Csernyánszki Norbert |             |
| V              | Kiss Zoltán          | 32' 72'     |
| V              | Éger László          |             |
| V              | Hegedűs Gyula        |             |
| V              | Halmosi Péter        |             |
| KP             | Dombi Tibor          | a szünetben |
| KP             | Ronald Habi          | 6'          |
| KP             | Sándor Tamás         | 85'         |
| KP             | Madar Csaba          | 84'         |
| KP             | Mészáros Norbert     | 60'         |
| CS             | Igor Bogdanović      |             |
| Cserék:        |                      |             |
| V              | Bernáth Csaba        | 84'         |
| V              | Nikolov Balázs       | a szünetben |
| KP             | Dzsudzsák Balázs     | 60'         |
| Edző:          |                      |             |
| Supka Attila   |                      |             |

## 2. mérkőzés
| 2005. július 20. 20:00 |

| Debreceni VSC                                              | 3–0   | FC Sopron                          |
| ---------------------------------------------------------- | ----- | ---------------------------------- |
| Kerekes 31' Sándor 34' Máté 55' 36' Nikolov 22' Habi 45+1' | (2–0) | Horváth A. 40' Ibrić 64' Fehér 87' |

| Oláh Gábor utca, Debrecen Nézőszám: 6 000 Játékvezető: Bede Ferenc (magyar) |

| DEBRECENI VSC: |                      |         |
|                |                      |         |
| K              | Csernyánszki Norbert |         |
| V              | Nikolov Balázs       | 22'     |
| V              | Éger László          |         |
| V              | Máté Péter           | 36' 55' |
| V              | Szatmári Csaba       |         |
| KP             | Madar Csaba          |         |
| KP             | Ronald Habi          | 45+1'   |
| KP             | Sándor Tamás         | 34' 72' |
| KP             | Halmosi Péter        | 82'     |
| CS             | Kerekes Zsombor      | 31' 59' |
| CS             | Igor Bogdanović      |         |
| Cserék:        |                      |         |
| V              | Szabó Ottó           | 82'     |
| KP             | Dombi Tibor          | 72'     |
| CS             | Bojan Brnović        | 59'     |
| Edző:          |                      |         |
| Supka Attila   |                      |         |

| FC SOPRON:  |                        |         |
|             |                        |         |
| K           | Horváth Tamás          |         |
| V           | Bagoly Gábor           |         |
| V           | Ion Ibrić              | 64'     |
| V           | Alexander Costisor     |         |
| V           | Fehér Zoltán           | 87'     |
| KP          | Bojan Lazić            |         |
| KP          | Horváth András         | 40'     |
| KP          | Hanák Viktor           |         |
| KP          | Alin Coţan             | 64'     |
| CS          | Csordás Csaba          |         |
| CS          | Alexandru Daniel Cigan | 54'     |
| Cserék:     |                        |         |
| KP          | Ion Dumitra            | 64' 77' |
| KP          | Sifter Tamás           | 77'     |
| CS          | Sira István            | 54'     |
| Edző:       |                        |         |
| Csank János |                        |         |

## Lásd még
- 2004–2005-ös magyar labdarúgó-bajnokság (első osztály)